# Гордон, Давид (журналист)
Давид Гордон (1826—1886) — немецкий журналист и редактор.

## Биография
Давид Гордон родился в 1826 году в Подмереще (близ Вильны). Получив традиционное воспитание, он под влиянием М. А. Гинцбурга стал усиленно заниматься самообразованием.
В 1850 году Д. Гордон переселился в Ливерпуль, где преподавал иностранный язык и был сильно стеснён в средствах. Когда в 1856 году Лазарь Зильберман стал издавать первого еврейский еженедельник «Hamagid», он пригласил Гордона в качестве помощника редактора. Переехав в 1858 году в город Лык (ныне Элк), Давид Гордон помогал ему также при основании и работе издательского и литературного общества «Mekize Nirdamim».
Некоторое время он редактировал «Maggid Mischneh» (литерное приложение к «Hamagid») и в течение нескольких лет издавал выходивший три раза в неделю «Lycker Anzeiger» на немецком языке. После смерти Зильбермана (1882) Гордон стал редактором «Hamagid» и в будучи в этой должности прослыл одним из пионеров палестинофильского движения.
В 1871 году он поместил в «Hamagid’е» ряд статей ο колонизации Палестины евреями как основе будущего политического возрождения еврейства.
В ноябре 1884 года участвовал в еврейском Катовицком съезде палестинофилов.

## Труды
Кроме ряда биографий, помещенных в «Hamagid» и его приложении, Гордон издал:
- «Maasse Israel», описание путешествия Вениамина II (Лык, 1854);
- «Milchemet ba-Or weha-Choschech» процесс С. Бруннера и И. Куранды в Вене (с нем., ib., 1860);
- «Moscheh bi-Jeruschalajim», поездка Монтефиоре в Палестину (с англ., ib., 1867);
- «Darke ha-Refuah» (популярное сочинение пo медицине и гигиене, ч. I, ib., 1870).

Вышедшее в 1870 году еврейское издание «Dialoghi di Amore» Леона Абрабанеля Γордон снабдил биографией последнего.
В 1881—1882 гг. он поместил в «Jewish Chronicle» ряд статей под общим заглавием «Narrative from thе Borders» о преследованиях евреев в Российской империи.
Давид Гордон умер в 1886 году в Лыке.